# Lima (Illinois)
Lima é uma vila localizada no estado americano de Illinois, no Condado de Adams.

## Demografia
Segundo o censo americano de 2000, a sua população era de 159 habitantes.
Em 2006, foi estimada uma população de 158, um decréscimo de 1 (-0.6%).

## Geografia
De acordo com o United States Census Bureau tem uma área de
0,6 km², dos quais 0,6 km² cobertos por terra e 0,0 km² cobertos por água. Lima localiza-se a aproximadamente 199 m acima do nível do mar.

## Localidades na vizinhança
O diagrama seguinte representa as localidades num raio de 20 km ao redor de Lima.